# Thiago Rangel Cionek
Thiago Rangel Cionek (Curitiba, Paraná, 21 de abril de 1986) es un futbolista brasileño nacionalizado polaco que juega como defensa en el Cavese 1919 de la Serie C.

## Selección nacional
En la Copa Mundial de Fútbol de 2018 representó a la selección de Polonia. En el primer partido del Mundial marcó un gol en contra que fue decisivo para la derrota por 2 a 1 contra Senegal.

## Clubes
| Club                  | País     | Año       |
| --------------------- | -------- | --------- |
| Cuiabá E. C.          | Brasil   | 2005-2006 |
| G. D. Bragança        | Portugal | 2007      |
| CRB                   | Brasil   | 2007-2008 |
| Jagiellonia Białystok | Polonia  | 2008-2012 |
| Calcio Padova         | Italia   | 2012-2014 |
| Modena F. C. (cedido) | Italia   | 2013-2014 |
| Modena F. C.          | Italia   | 2014-2015 |
| U. S. Palermo         | Italia   | 2016-2018 |
| S. P. A. L.           | Italia   | 2018-2020 |
| Reggina 1914          | Italia   | 2020-2023 |
| U. S. Avellino 1912   | Italia   | 2023-2025 |
| Cavese 1919           | Italia   | 2025-     |

## Palmarés

### Campeonatos nacionales
| Título           | Club                  | País    | Año     |
| ---------------- | --------------------- | ------- | ------- |
| Copa de Polonia  | Jagiellonia Białystok | Polonia | 2009-10 |
| Supercopa polaca | Jagiellonia Białystok | Polonia | 2010    |